# Rome War Cemetery
Il cimitero militare di Roma (in inglese Rome War Cemetery) è un memoriale di guerra che custodisce le spoglie dei militari appartenenti al Commonwealth caduti a Roma durante la seconda guerra mondiale.
Istituito nel 1947, si trova nel rione Testaccio in via Nicola Zabaglia, adiacente alle mura aureliane e non distante dal preesistente cimitero acattolico.

## Storia
Fu realizzato, come una cinquantina di altre analoghe strutture in Italia, dalla Commonwealth War Graves Commission che ancora ne cura la gestione e la manutenzione, su progetto dell'architetto Louis de Soissons. Alla sua realizzazione - cominciata poco dopo la fine della guerra - fu dedicata l'area ancora demaniale degli antichi "prati del popolo romano" che intercorre tra il monte Testaccio e le mura aureliane, alla cui ombra fu creato il prato che ospita 426 sepolture. Inizialmente dedicato ai componenti della guarnigione di stanza di Roma, vi vennero in seguito accolte anche salme provenienti dalla provincia, e altre di alcuni aviatori e soldati morti in prigionia (1939-1945).
Il luogo è molto sereno, al riparo dalle correnti di traffico che rumoreggiano poco lontano. Si presenta come un vasto giardino ombreggiato da pini, molto ben tenuto, al quale si accede da un vestibolo circolare coperto, ma aperto, che ripara una cassetta di bronzo contenente i nomi dei caduti presenti. Non c'è muro, a separare l'area cimiteriale dal mondo esterno, ma solo una cancellata leggera.
Le tombe, allineate lungo le mura, sulla sinistra, sono segnalate da lapidi verticali che riportano date e luoghi di nascita e morte del defunto, lo stemma dell'entità militare di appartenenza, e in alcuni casi (ma non sempre), un motto o un pensiero. Al centro delle file è collocata la pietra della rimembranza, di fronte all'ingresso, in fondo al viale, una grande croce di pietra.